# Teorema di Bloch (analisi complessa)
Il teorema di Bloch è un teorema di teoria delle funzioni (cioè di analisi complessa). La sua dimostrazione fu data nel 1925 dal matematico francese André Bloch. Il teorema stabilisce un limite per la complessità della regione immagine di una funzione olomorfa.

## Enunciato
Sia {\displaystyle f} una funzione olomorfa su un insieme aperto e connesso di {\displaystyle \mathbb {C} }, che includa il disco chiuso unitario di {\displaystyle \mathbb {C} }, {\displaystyle {\overline {B}}(0,1)=\{z\in {\mathbb {C} },|z|\leq 1\}}. 
Si supponga che sia: 
{\displaystyle f(0)=0} e {\displaystyle f'(0)=1}. 
Allora, per qualche sottoinsieme {\displaystyle S} del disco aperto unitario {\displaystyle B(0,1)=\{z\in {\mathbb {C} },|z|<1\}}, la funzione {\displaystyle f} è iniettiva su {\displaystyle S}, e {\displaystyle f(S)} contiene un disco di raggio {\displaystyle 1/72}.

## Conseguenze
- Sia {\displaystyle G\subset {\mathbb {C} }} un sottoinsieme aperto e connesso di {\displaystyle \mathbb {C} } e sia {\displaystyle f\colon G\to {\mathbb {C} }} una funzione olomorfa con {\displaystyle f'(c)\not =0} per qualche {\displaystyle c\in G}. Allora {\displaystyle f(G)} contiene un intorno circolare di raggio {\displaystyle {\frac {1}{72}}\cdot \rho \cdot f'(c)}, dove {\displaystyle \rho <d(c,\partial G)}.

- L'immagine di una funzione intera (ossia olomorfa su tutto {\displaystyle \mathbb {C} }) non-costante, contiene cerchi di raggio arbitrariamente grande. (Attenzione: i centri dei cerchi cambiano in genere insieme al raggio. In genere, non viene coperto tutto {\displaystyle \mathbb {C} }. Ad esempio, si ha {\displaystyle \exp(\mathbb {C} )=\mathbb {C} \setminus \left\{0\right\}}).

- Il piccolo teorema di Picard si può dimostrare con il teorema di Bloch, se non si vuole ricorrere ai risultati della teoria dell'uniformizzazione.

## La costante di Bloch
Il valore del più grande intorno circolare possibile per cui la proprietà iniettiva di f è soddisfatta, ha il limite inferiore di 1/72, che però non è il migliore possibile. Il suo valore esatto, detto "costante di Bloch", è ancora ignoto. 
Lo stesso Bloch suppose che fosse {\displaystyle r>{\frac {1}{72}}}. 
Sia definisce, per {\displaystyle f:{\overline {\mathbb {E} }}\rightarrow \mathbb {C} } l'estremo superiore di tutti i possibili raggi dei dischi (intorno circolari) contenuti in {\displaystyle f(\mathbb {E} )}, che siano immagini biolomorfe di una suddivisione di {\displaystyle \mathbb {E} }, il seguente oggetto:
{\displaystyle b(f):=\sup \left\{r\in \mathbb {R} ^{+}\,:\,\exists \,S\subseteq \mathbb {E} ,w\in f(\mathbb {E} )\colon f(S)=B(w,r)\ \mathrm {e} \ f|_{S}\ \mathrm {biolomorfa} \right\}}.
La costante di Bloch {\displaystyle B} si definisce allora come
{\displaystyle B:=\inf \left\{b(f)\,:\,f:{\overline {\mathbb {E} }}\rightarrow \mathbb {C} {\mbox{ olomorfa}}\right\}}
Il valore esatto della costante di Bloch resta ancora ignoto, tuttavia ne sono note le seguenti stime: 
{\displaystyle 0,43...={\frac {\sqrt {3}}{4}}+2\cdot 10^{-4}<B\leq {\frac {\Gamma (1/3)\cdot \Gamma (11/12)}{\Gamma (1/4)\cdot {\sqrt {1+{\sqrt {3}}}}}}=0,47...}
Il limite superiore è stato trovato da L. V. Ahlfors e H. Grunsky nel 1937. Essi supposero che questo limite non corrispondesse al valore effettivo. Anche quest'affermazione non è stata fino ad oggi dimostrata.